# 松本達哉
松本 達哉（まつもと たつや、3月25日 - ）は、日本のゲームミュージック作曲家。愛媛県松山市出身。

## 経歴
松本は中学2年生でギターを始め、1990年代初頭にはレコンポーザでMIDI楽曲を制作していた。学生時代、ビーイング主催の作詞家コンテストで最優秀賞を受賞している。  
1991年ごろアプリネットに入社し、約2〜3年の在籍期間中にメガドライブ用シューティングゲーム『エリミネートダウン』（1993年5月28日発売）の音楽と効果音を担当。  
1993年、風雅システムのPC-9801用RPG『エルステディア』でプロの作曲家としてデビュー。風雅の社員ではなくフリーランスとして多数の作品に関わり、ファミコンやメガドライブ、PC-9801、Windows向けゲームの作曲・効果音制作を担当。  
代表作には『エリミネートダウン』、『アンシャントロマン』のほか、ソフトウェアぱせりや他社による18禁ゲームの音楽も手掛けている。

## 作風・影響
ゲーム音楽紹介ブログ「VGM格納庫」は『エリミネートダウン』のBGMを「FM音源のメタリックな音色を派手に用いたヘヴィメタル系のサウンド」と評している。  
作曲家では宮川泰、すぎやまこういち、ギタリストでは高崎晃（LOUDNESS）とイングヴェイ・マルムスティーンの影響が大きい。日本の愛聴アーティストは浜田省吾・佐野元春、洋楽ではスティングやフィル・コリンズなど。

## 主要作品
| 発売年月   | タイトル           | 機種         | 担当           | 備考         |
| ---------- | ------------------ | ------------ | -------------- | ------------ |
| 1993-05-28 | エリミネートダウン | メガドライブ | 作曲・効果音   | アプリネット |
| 1993       | エルステディア     | PC-9801      | 作曲・効果音   | 風雅システム |
| 1994-01    | アマランスIII      | PC-9801      | 共作曲・効果音 | 〃           |
| 1994-07    | デッドフォース     | PC-9801      | 作曲・効果音   | 〃           |
| 1994-11    | アマランスIII      | FM TOWNS     | 共作曲・効果音 | 〃           |
| 1995-08    | アマランスIV       | PC-9801      | 作曲・効果音   | 〃           |
| 1995-12    | 覇皇雀戦鬼         | PC-9801      | 作曲・効果音   | 〃           |
| 1996-09    | SILENT NOVA        | PC-9801      | 作曲・効果音   | 〃           |
| 1997-04    | エバーブルーム     | Windows 95   | 作曲・効果音   | 〃           |
| 1998-05-21 | アンシャントロマン | PlayStation  | 作曲           | 日本クラウン |
| 1998       | アマランスKH       | PC-9801      | 効果音         | SE担当       |

## アンシャントロマンのサウンド異常
発売版『アンシャントロマン』では一部BGMが破損した状態で収録されており、雑誌レビューでも音質の不具合が指摘された。  
松本によれば、製品版を初めてプレイした際、音楽が完全に壊れていたためショックを受け、プレイを即座に中断したという。納入したMIDIファイルがPlayStation用に変換される過程で不手際があったと推測されるが、開発元からは一切の連絡がなかったため、どのような形で製品化されたかを事前に知らされていなかったとしている。

## リリース作品
Tatsuya Matsumoto Sound Collection（FUGA System）
Vol.1 FSCM-0001（2000-10-02）
Vol.2 FSCM-0002（2001-01-01）
Vol.3 FSCM-00031/2（2002-09）

## 関連作品
- アンシャントロマン ドラマCD CRCP-15526（1998-03-25、日本クラウン）[9]
- アンシャントロマン サウンドトラック CRCP-15521（1998-03-11、日本クラウン）[10]

## 評価
- 『エリミネートダウン』：週刊ファミ通 クロスレビュー22点（7/5/5/5）[11]
- 『アンシャントロマン』：同21点[5]
- CDジャーナルは『アンシャントロマン』のサウンドトラックについて「いかにもゲームゲームした曲が次々と奏でられる」と評している[12]。